# 王奎龄
王奎龄（？—？），浙江山阴（今浙江绍兴）人，是一名清朝政治人物。举人出身。

## 生平
王奎龄曾于康熙六年十月1667年接替李复兴任娄县知县一职，1670年由孟道脤接任。